# Superposición cuántica

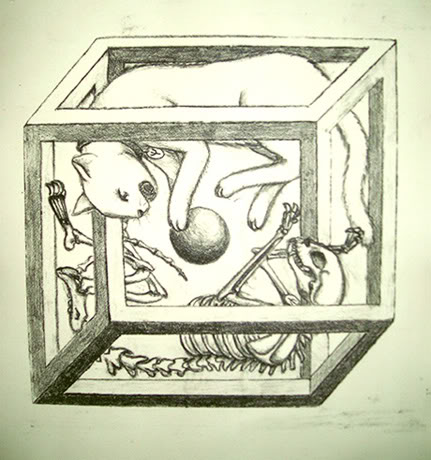
La paradoja del gato de Schrödinger es un ejemplo de superposición cuántica.

La superposición cuántica es la aplicación del principio de superposición a la mecánica cuántica. Ocurre cuando un objeto «posee simultáneamente» dos o más valores de una cantidad observable (p. ej. la posición o la energía de una partícula).

## Principios fundamentales
La superposición cuántica es un principio fundamental de la mecánica cuántica que sostiene que un sistema físico tal como un electrón, existe en parte en todos sus teóricamente posibles estados (o la configuración de sus propiedades) de forma simultánea, pero, cuando se mide, da un resultado que corresponde a solo una de las posibles configuraciones (como se describe en la interpretación de la mecánica cuántica).
Más específicamente, en mecánica cuántica, cualquier cantidad observable corresponde a un autovector de un operador lineal hermítico.  La combinación lineal de dos o más autovectores da lugar a la superposición cuántica de dos o más valores de la cantidad.  Si se mide la cantidad, entonces, el postulado de proyección establece que el estado colapsa aleatoriamente sobre uno de los valores de la superposición (con una probabilidad proporcional al cuadrado de la amplitud de ese autovector en la combinación lineal). Inmediatamente después de la medida, el estado del sistema será el autovector que corresponde con el autovalor medido.
Es natural preguntarse por qué los objetos (macroscópicos, newtonianos) y los acontecimientos «reales» no parecen exhibir propiedades mecánico cuánticas tales como la superposición.  En 1935, Erwin Schrödinger ideó un experimento imaginario, ahora llamado el gato de Schrödinger, que destacó la disonancia entre la mecánica cuántica y la física newtoniana.
De hecho, la superposición cuántica da lugar a muchos efectos directamente observables, tales como los picos de interferencia de una onda de electrón en  el experimento de doble-rendija.
Si los operadores correspondientes a dos observables no conmutan, entonces no tienen autofunciones simultáneas y, por tanto, obedecen el principio de indeterminación. Un estado que tiene un valor definido de uno de los dos observables corresponde a una superposición de muchos estados para el otro observable.
Es interesante indicar que este es uno de los puntos de mayor controversia en la interpretación de la mecánica cuántica, y está relacionado con lo que la interpretación de Copenhague denomina «el colapso por el proceso de la medida». Cuando medimos una magnitud de un sistema, este colapsa en el estado que medimos.